# Комплекс психоневрологической больницы, основанной врачом П. П. Кащенко
Комплекс психоневрологической больницы, основанной врачом П. П. Кащенко — памятник архитектуры в историческом центре Нижнего Новгорода. Построен в 1886—1888 годах. Автор проекта — санкт-петербургский архитектор И. В. Штром. 
Основание больницы ошибочно связывают с именем П. П. Кащенко, который стал её первым заведующим, но уже после строительства комплекса. В больнице также работали известные врачи-психиатры С. И. Мицкевич, А. И. Писнячевский, Я. Г. Ильон, Н. В. Иванов.        

## История
Психиатрическая помощь в Нижнем Новгороде возникла в 1837 году, когда в только что построенной Нижегородской губернской земской больнице (Мартыновской больнице), было выделено 30 коек для душевнобольных. Впоследствии коек стало не хватать, в отделении без водопровода и канализации зимой скапливалось до ста человек. В Нижегородском губернском земстве вопрос о тяжёлом положении в отделении ставился регулярно, врачи не раз ходатайствовали о строительстве отдельной психиатрической лечебницы. В 1878 году старший врач Мартыновской больницы Д. А. Венский доложил земскому собранию об ужасающем состоянии психиатрического отделения. По его ходатайству на строительство нового здания было выделено 60 тыс. рублей.
В декабре 1884 года постановлением ХХ очередного Нижегородского Земского собрания было окончательно решено строить новую земскую больницу для душевнобольных. Была выделена дополнительная сумма в 101 тысячу рублей, а согласно постановлению Комитета Министров от 24 октября 1879 года земство могло рассчитывать на возврат половины затраченной суммы, при условии, что проект зданий будет согласован Техническо-строительным комитетом Министерства внутренних дел. По этой причине, проект пришлось заказать одному из членов Комитета, архитектору тайному советнику Ивану Васильевичу Штрому. Губернские земства были вынуждены принимать его планы «как во избежание бесконечных проволочек в постройке новых лечебниц, так и во избежание риска не получить законного пособия». 
Проект и сметы на постройку комплекса на углу Тихоновской (Ульянова) и Провиантской улиц были утверждены Техническо-строительным комитетом Министерства внутренних дел в Санкт-Петербурге 15 июля 1885 года и 1 декабря 1886 года. Надзор за строительными работами принял инженер-архитектор А. В. Бышевский. До строительства новых зданий, на участке уже располагались шесть небольших деревянных построек, занятых женским отделением Мартыновской больницы. В прямоугольном здании на границе участка по улице Мартыновской размещался главный корпус женской больницы, рядом располагался флигель священника. Две постройки, одна из которых главным фасадом выходила на угол Тихоновской и Мартыновской улиц, дошли до наших дней в перестроенном виде (в них размещены клуб и пищеблок, кабинет инспектора по труду). 
В ходе реализации проекта И. В. Штрома в 1886—1888 годах были построены два корпуса (мужской и женский), выходящими фасадами на красную линию Тихоновской улицы. Здания были одноэтажными с мезонинами, П-образные в плане, один — деревянный, второй — каменный с деревянными крыльями. Больница по периметру имела общую деревянную ограду. В отличие от психиатрического отделения Мартыновской больницы, новые корпуса были хорошо оснащены: здесь был устроен водопровод и канализация, печное отопление с приточной вентиляцией и вытяжками, электрическое освещение. Специально разработанное для психиатрических лечебниц оборудование закупалось у известных фирм Москвы и Санкт-Петербурга. 
Возведение основных построек комплекса произошло ещё до приезда в Нижний Новгород врача-психиатра П. П. Кащенко, поэтому основание больницы связывается с его именем ошибочно. Земская управа попросила дозволения у Земского собрания найти квалифицированного психиатра для нового лечебного заведения только в 1888 году. Тогда по рекомендации профессора А. Д. Рогозина в Нижний Новгород был приглашён П. П. Кащенко, до этого занимавший должность врача в Бурашевской психиатрической колонии Тверской губернии. Став заведующим больницы в феврале 1889 года, Кащенко активно включился в её обустройство: вместо рам с решётками на окнах были вставлены рамы с более прочными стёклами, так как Кащенко был противником любых мер стеснения больных; бывший главный корпус женской больницы (современный клуб) был переоборудован под мастерские — швальную, столярную, корзиночную, соломенную, поскольку одним из главных методов лечения он считал трудовой процесс; были разбиты сад и огород. Больница стала одним из первых лечебных учреждений, где воплощались в жизнь гуманные методы борьбы с возбуждением, индивидуальное лечение больных и широкое применение трудовой и культурной терапии. 
После постройки колонии для душевнобольных при селе Ляхове (1901—1908) и создания колонии «посемейного призрения» в селе Кубинцеве под Балахной (1899), больница на Тихоновской улице стала приёмно-сортировочным отделением этой уникальной для России трёхчастной системы лечения психически больных людей. 
После того, как П. П. Кащенко Возглавил клинику им. Алексеева в Москве, больницей с 1905 по 1930 год руководил А. И. Писнячевский. В советский период больница продолжала работать как медицинское учреждение. В период с 1930 по 1946 год, когда главным врачом был Я. Г. Ильон, комплекс пополнился зданиями прачечной и складов. Выстроенные непосредственно за лечебными корпусами, они закончили формирование главной планировочной оси — своеобразной центральной улицы. В феврале 1972 года был открыт построенный в западной части двухэтажный корпус диспансера и женского отделения (современный литер Ж). 
В современный период комплекс сохранился в практически неизменном виде. Деревянный и полукаменный корпуса для пациентов постройки 1886—1888 годов, в которых сегодня размещены дневной стационар и отделение реабилитации, сохранили изначальное архитектурное решение. Самые старые здания, выстроенные до 1886 года, используются под клуб и пищеблок. В 1997 году в юго-восточной части комплекса было построено новое четырёхэтажное здание администрации.